# Peces neotropicales

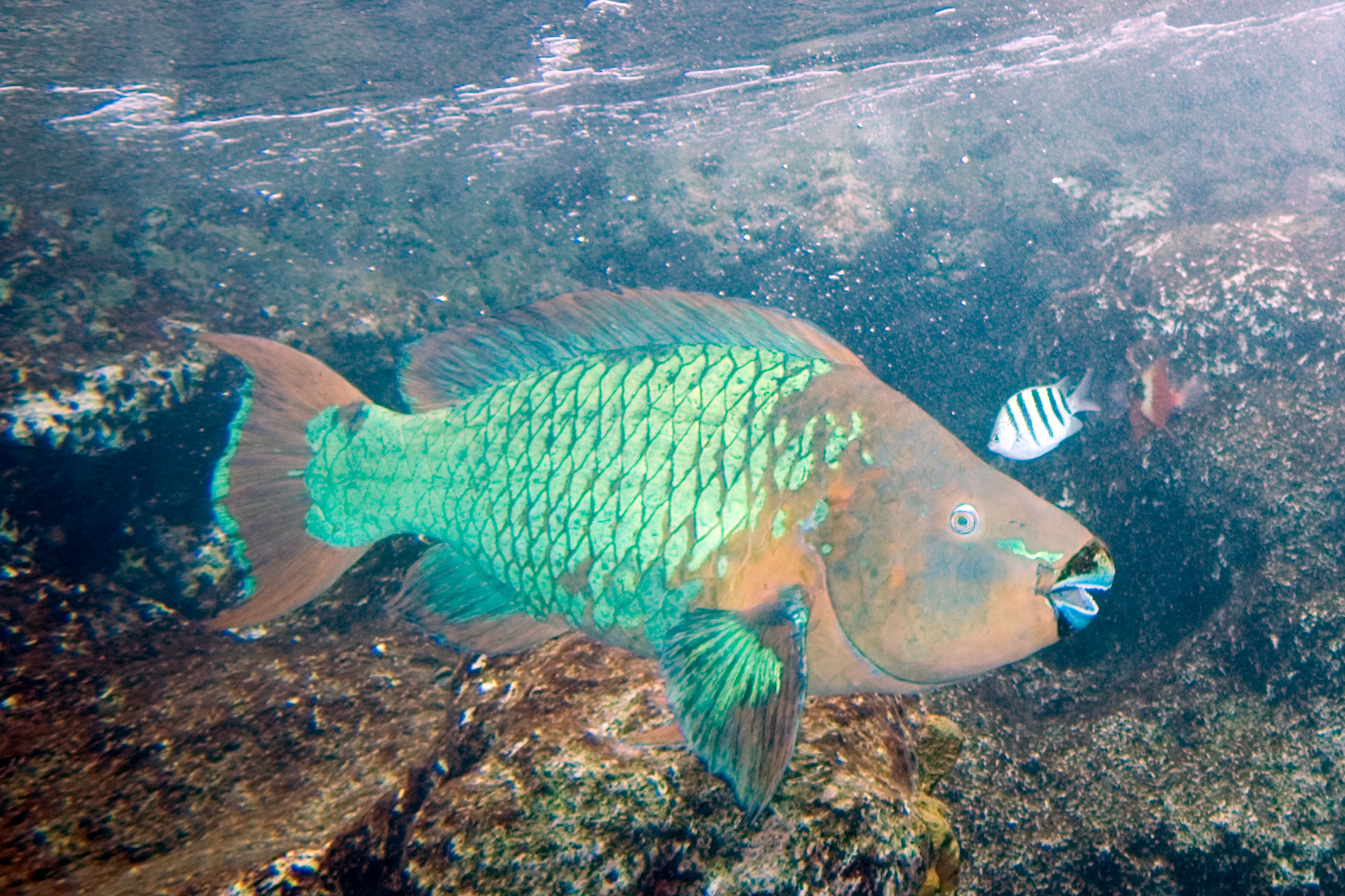
Un pez loro arcoíris que vive en el reino neotropical.

Los peces de agua dulce de las zonas tropicales de Sudamérica y Centroamérica representan uno de los ecosistemas acuáticos más diversos y extremos de la Tierra, con más de 5.600 especies, que representan alrededor del 10% de todas las especies de vertebrados vivos. La excepcional diversidad de especies, adaptaciones e historias vitales observadas en la ictiofauna neotropical ha sido objeto de numerosos libros y trabajos científicos, especialmente en los ecosistemas acuáticos maravillosamente complejos de la cuenca del Amazonas y las cuencas fluviales adyacentes (por ejemplo, Goulding y Smith, 1996; Araujo-Lima y Goulding, 1997; Barthem y Goulding, 1997; Barthem, 2003; Goulding y otros, 2003). Muchos de los avances en ictiología neotropical se han resumido en tres volúmenes editados: Malabarba y otros (1998); Reis y otros (2003);Albert y Reis (2011).

## Hábitat
La ictiofauna neotropical se extiende por las aguas continentales de América Central y del Sur, desde el sur de la Mesa Central en el sur de México (~ 16° N) hasta el estuario de La Plata en el norte de Argentina (~ 34° S). Los peces de esta región están restringidos en gran medida a las porciones tropicales húmedas del reino Neotropical, tal como lo definieron Sclater (1858) y Wallace (1876), quedando excluidos de las laderas áridas del Pacífico de Perú y el norte de Chile, y las regiones boreales del Cono Sur en Chile y Argentina (Arratia, 1997; Dyer, 2000). La vasta región ictiofaunística neotropical se extiende por más de 17 millones de km² de bosques tropicales húmedos de tierras bajas, humedales inundados estacionalmente y sabanas, y también por varias regiones periféricas áridas (por ejemplo, el noroeste de Venezuela; el noreste de Brasil; el Chaco de Paraguay, Argentina y Bolivia). En el núcleo de este sistema se encuentra la Amazonia, el mayor sistema fluvial de agua dulce interconectado del planeta. Este sistema incluye los drenajes de la propia cuenca del Amazonas y de dos grandes regiones adyacentes, la cuenca del Orinoco y el Escudo Guayanés. El río Amazonas es, desde cualquier punto de vista, el mayor del mundo, ya que vierte en el Atlántico cerca del 16% del agua dulce que fluye en el planeta (Goulding y otros, 2003b).